# Segelfluggelände Pleidelsheim

i7
i11
i13
Das Segelfluggelände Pleidelsheim liegt in der Gemeinde Pleidelsheim im Landkreis Ludwigsburg in Baden-Württemberg, etwa 1,5 km südwestlich des Zentrums von Pleidelsheim.

## Flugbetrieb
Das Segelfluggelände ist mit einer 395 m langen und 30 m breiten Start- und Landebahn aus Gras (Richtung 01/19) ausgestattet. Es besitzt eine Betriebszulassung für Segelflugzeuge, Motorsegler und Luftsportgeräte. Der Start von Segelflugzeugen erfolgt per Windenstart oder Flugzeugschlepp. Der Halter und Betreiber des Segelfluggeländes ist die Flugsportvereinigung Pleidelsheim e. V.

## Geschichte
Die Flugsportvereinigung Pleidelsheim e. V. wurde am 28. April 1951 gegründet. Das Segelfluggelände wurde im November 1952 in Betrieb genommen.